# Сиджа
Сиджа, сига (англ. sidjah, siga, seega, ceega, soja) — старинная логическая настольная игра для двух участников. Распространена на северо-востоке Африки и в Саудовской Аравии. В Судане называется «сиджа», в Египте — «сига» и имеет некоторые отличия в правилах. В Саудовской Аравии её называют «сиджа». В странах северной Европы игра получила название «пустынные шашки» (фин. Erämaashakki, швед. Ökenschack, норв. Ørkensjakk). Условно относится к группе «латрункулорум» категории «военных игр».

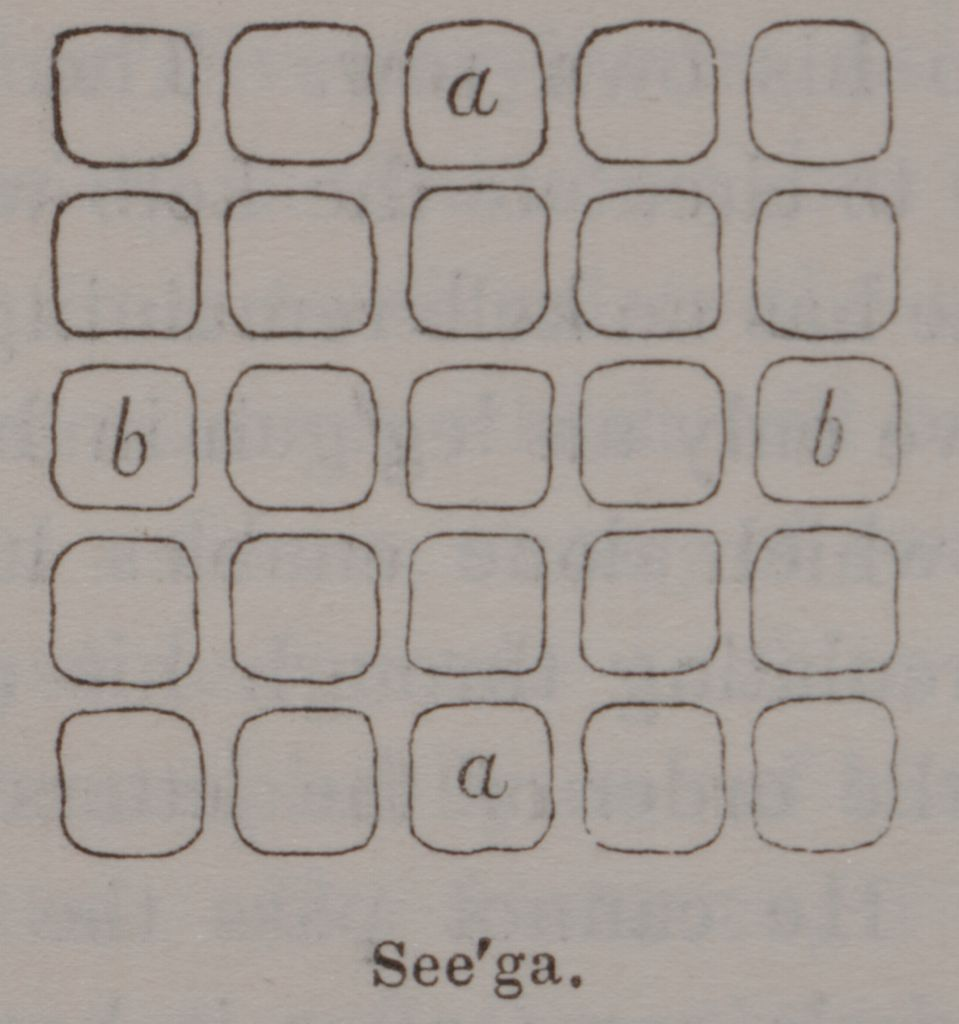
Разметка под лунки для сиги. Lane, E. W. (Edward William), 1836

Вариант поля 7×7 клеток

Способы передвижения камня в сидже

Захват одного камня противника в сидже

## История
Возможно, сиджа происходит от древнеримских игр: «лудус латрункулорум» или «латрункули» (игра в разбойников), правила которых известны по отрывочным сведениям. Или от настольных игр греков: «петтейа» — камушки и «полис» — город. От греков и римлян, владевших Египтом, игра могла перейти к египтянам, а также к племенам Судана и Сомали. Это относится также к сомалийской игре «высокий прыжок», близкой по правилам к сидже.
По другим данным, сига не была известна в Египте XVII века, а родилась она в Судане и стала популярна среди феллахов Египта в начале XIX века, а через сто лет нашли популярной эту игру в Сомали. В Египте же к концу XX века её популярность снизилась.
Сига — игра, скорее, бедных слоёв населения. Традиционно игровое поле чертилось на земле. Возможно также использование лунок в земле или камне, что сближает её с манкальскими играми, популярными в тех же регионах. Имеется множество подобных квадратных полей лунок, выбитых на камнях, в том числе и на древних строениях. В качестве фишек, которые называются «собаки», используются камешки, гальки.

## Правила
Обычно играют на поле 5×5 клеток и у каждого игрока по 12 камней. Но используются также поля 7×7 (по 24 камня) и 9×9 (по 40 камней). Процесс игры делится на две фазы.

### Первая фаза в сидже
- Игроки попеременно выставляют по два камня на любые две клетки поля, кроме центральной. При этом стараются занять более выгодные позиции, с учётом того, кто будет производить первый ход во второй фазе игры.

Однако выставление по два камня более подходит для многоклеточных полей. На поле 5×5 выставление по одному камню делает процесс «более вдумчивым». Это не исключает стремительной расстановки при имеющемся опыте.

### Первая фаза в сиге
- Согласно разным описаниям, возможны два варианта расстановки. Первый: так же, как в сидже. Второй: первые четыре фишки ставят «крестом» на концах центральных горизонтали и вертикали. Первый игрок ставит справа и слева, второй — сверху и снизу (см. вторую иллюстрацию). Затем начинается собственно расстановка.

### Вторая фаза в сидже
- Камень ходит в любом направлении (в том числе и по диагонали) на одну клетку, если она свободна.

- Игрок, начавший расстановку, делает и первый ход в центральную клетку.

- Пропустить ход нельзя.

- Если после хода камень противника попал между двумя камнями ходящего игрока (захвачен стражниками), то он считается съеденным и убирается с поля. Причём съедаются сразу все захваченные камни по всем направлениям (по вертикали, по горизонтали и по диагоналям). Теоретически их может быть до семи. Есть необязательно, но уже съеденные камни оставлять на поле нельзя. Причём камни, изначально зажатые, между камнями противника не являются съеденными, так же как и свой камень, поставленный игроком между двумя камнями противника.

- Ход может быть холостым (без съедения). После него ходит противник. Но если взят камень противника, делаются новые ходы любым своим камнем. Эти ходы тоже пропускать нельзя и их может быть любое количество, но только не холостых. Холостой ход уже не производится.

- Противник считается побеждённым, если у него остаётся не более одного камня. Игрок также может, оценив позицию, признать своё поражение, но только раньше, чем у него будет съедено 11 камней.

### Вторая фаза в сиге
- Начинает ходить игрок, закончивший расстановку камней последним.

- Камень ходит только ортогонально (по вертикали и горизонтали). Камни противника бьются тоже только по вертикали или горизонтали. Поэтому максимальное число съеденных камней за один раз может быть не более трёх. Также камень, находящийся в центральной клетке, не может быть съеден.

- В некоторых вариантах правил разрешены прыжки через камни и (или) центральную клетку (подробности неизвестны).

- Если игрок своим ходом взял камень противника, то он делает новые ходы, но только тем же самым своим камнем, пока может есть. Холостой ход не производится. В другом варианте: можно съесть только два раза подряд. Затем ходит противник.

- Если камни игрока оказались зажатыми и он не может сделать ход, тогда противник обязан предоставить ему проход, сделав дополнительный ход. Хотя в другом варианте, игрок, не имеющий возможности сделать ход, считается проигравшим.

- Если возникла барьерная позиция, когда на огороженных участках противники могут просто передвигать камни, не желая идти в атаку, подсчитывают количество камней и присуждают победу по очкам. Если их количество равно — объявляется ничья.

- Похожим образом, если на каком-то этапе игры за двадцать ходов не был сбит ни один камень любого цвета, игра прекращается и подсчитывают очки.

## Стратегия
К победе или поражению может привести уже фаза расстановки, в зависимости от того, насколько удачно игрок занял своими камнями самые выгодные позиции. С другой стороны, стремясь к этому, он может попасть в подготовленную ловушку. Такой расклад для сиджи показан на первой иллюстрации. Белые, заняв самые «выгодные» позиции (они, действительно, такие), делают первый ход любым камнем и съедают сразу четыре красных. Больше ходов они сделать не могут. После этого красные выбирают их полностью.
Игра часто заканчивается очень быстро. Но может и перейти в длительную фазу позиционного противостояния. А при одинаковом количестве последних камней могут начаться длительные «догонялки», где проигрывает менее внимательный и упорный игрок.